# Distretto di Šachtars'k
Il distretto di Šachtars'k (in ucraino Шахтарський район?) era un distretto dell'Ucraina, situato nell'oblast' di Donec'k. Il suo capoluogo era Šachtars'k.
È stato soppresso con la riforma amministrativa del 2020.